# Skutari-Detachement
Das deutsche Skutari-Detachement war eine Infanterie-Kompanie der Kaiserlichen Marine, die 1913 und 1914 als Teil eines internationalen Korps in der albanischen Stadt Skutari (heute Shkodra) stationiert war.

## Vorgeschichte und Formierung
In den Balkankriegen fiel das zuvor osmanische Skutari nach siebenmonatiger Belagerung an Serbien und Montenegro. Eine internationale Konferenz in London schlug die Stadt jedoch dem jungen Staat Albanien zu. Eine internationale Seeblockade unter Beteiligung des Kreuzers Breslau vor der Küste Montenegros erzwang den Abzug der Truppen aus Skutari. Als militärische Absicherung wurde ein internationales Korps aus britischen, deutschen, französischen, italienischen und österreichisch-ungarischen Kontingenten gebildet. Der deutsche Beitrag bestand zunächst aus einem Landkommando der Breslau. Durch A.K.O. vom 28. Juni 1913 wurde ein kompaniestarkes Marine-Infanterie-Detachement gebildet. Dieses wurde aus 120 Freiwilligen des I. und II. Seebataillons am 2. Juli in Wilhelmshaven aufgestellt.

## Stationierung und Zusammensetzung

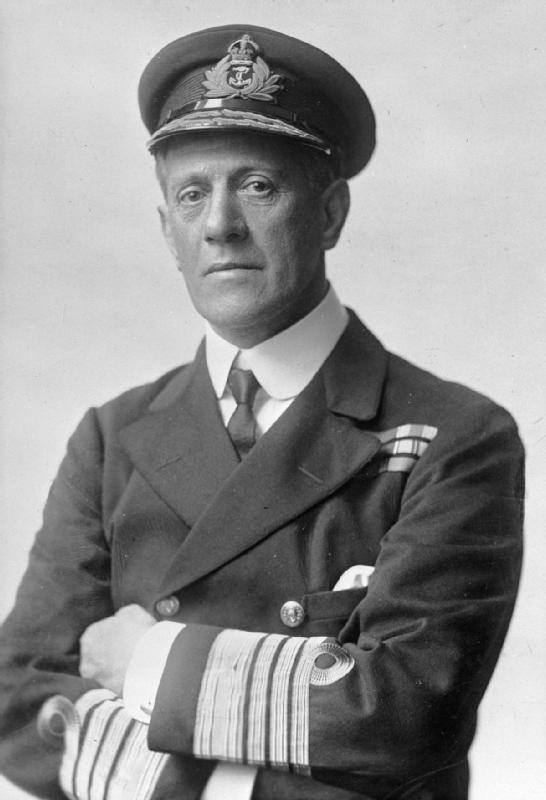
Sir Cecil Burney, Befehlshaber des internationalen Korps, dem das Skutari-Detachement unterstand.

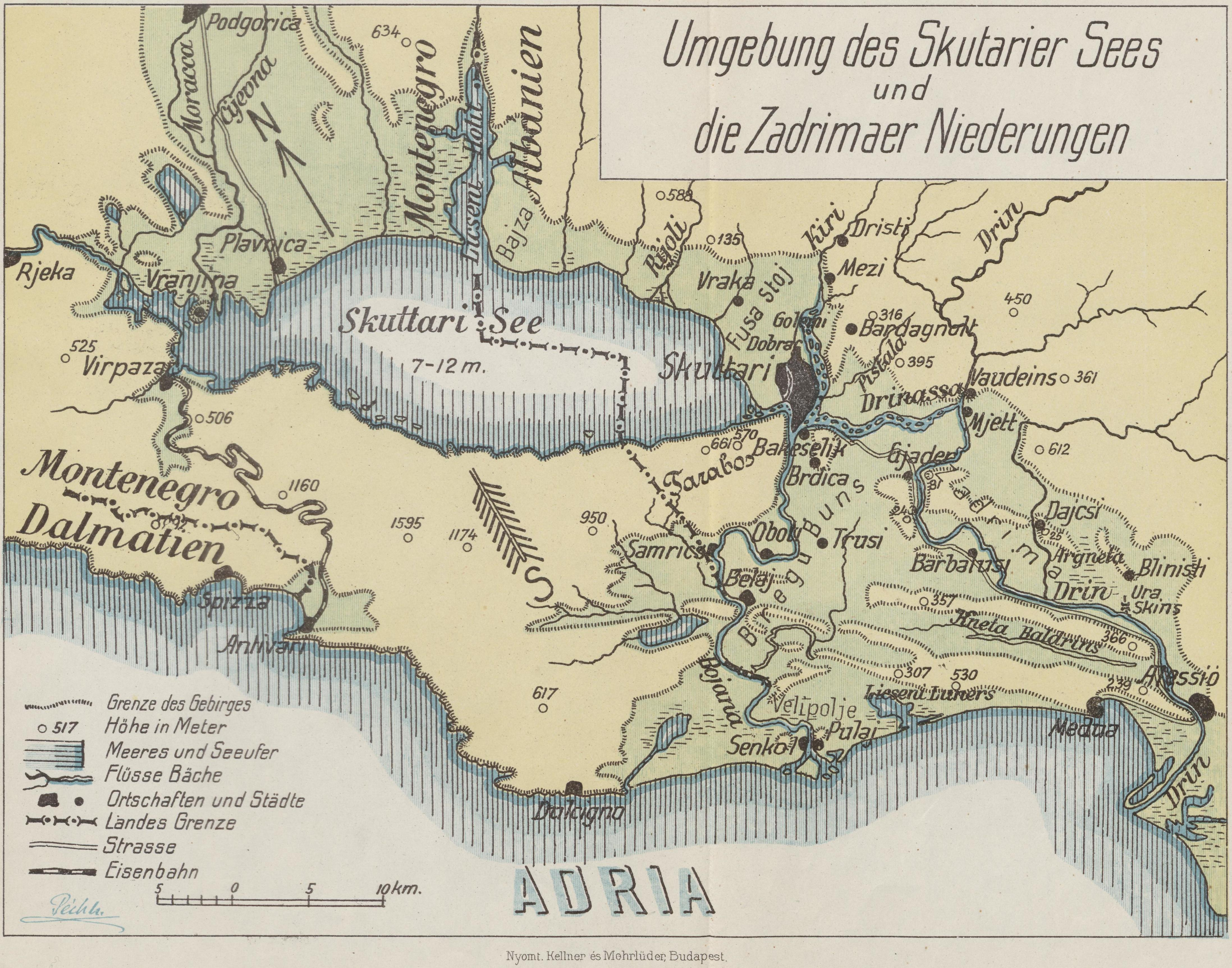
Umgebung von Skutari (Karte von 1914)

Bis Anfang Juli 1913 wurde das Detachement aus Kiel und Wilhelmshaven per Bahn im Raum München zusammengezogen. Die Weiterreise erfolgte ins damals österreichische Triest. Am 2. Juli schiffte das Detachement in Pola auf die Breslau ein. Am 6. Juli traf es an der albanischen Küste ein, wo das Breslau-Kommando im Gegenzug zurück an Bord des Schiffes ging. Für die letzte Etappe wurde ein italienisches Flusskanonenboot genutzt, das die neue Einheit über die Buna bis circa acht Kilometer vor Skutari brachte. Am 7. Juli wurde das Detachement an Land gesetzt und zog in die Stadt ein.
Im Einzelnen bestand das deutsche Kontingent aus einem Geschäftsträger, einem Kompanieführer, zwei Kompanieoffizieren, einem Marinestabsarzt, einem Marinezahlmeister, einem Feldwebel, elf Unteroffizieren und 97 Seesoldaten. Im Übrigen bestand das dortige Korps aus zwei französischen Kompanien sowie je einem Bataillon aus Großbritannien, Italien und Österreich-Ungarn. Den Oberbefehl über das Korps führte der britische Admiral Sir Cecil Burney.
Das deutsche Detachement wurde in drei Zügen eingesetzt. Der erste Zug übernahm tägliche Patrouillen- und Wachdienste in Stadtbezirken von Skutari. Der zweite besetzte ein schweres MG vor dem Führungssitz. Der dritte Zug befand sich in Bereitschaft. Bis zum Beginn des Ersten Weltkrieges gab es für das Detachement keine besonderen Vorkommnisse in oder um Skutari. Der Auftrag der Friedenssicherung wurde bis August 1914 erreicht.

## Ausrüstung und Uniformierung

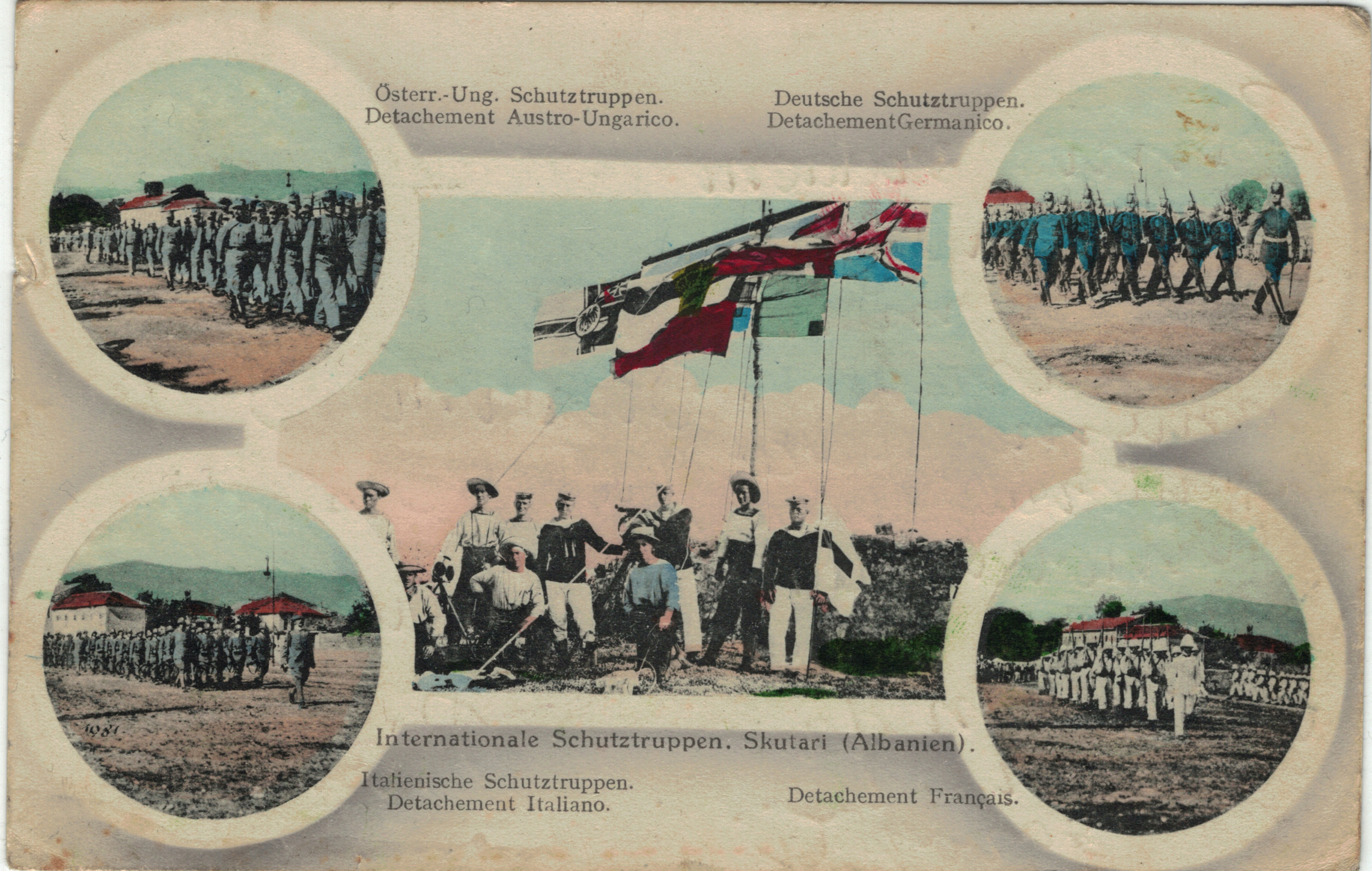
Zeitgenössische Ansichtskarte der internationalen Schutztruppen

Die Angehörigen des Detachements trugen zunächst Uniformen der deutschen Marineinfanterie mit Nummern des Stammtruppenteils auf den Schulterklappen. Im Dienst wurde eine graue Litewka getragen; im Sommer Braundrell ähnlich der Tropenuniform des III. Seebataillons in Kiautschou. Die Kopfbedeckung war eine Schirmmütze bzw. ein Tropenhelm. Unteroffiziere waren an schwarz-weiß-roten Auszeichnungsborten am Krangenrand erkennbar. Sanitäts- und Schreibmaate behielten ihre Marineuniform. Offiziere trugen eine weiße Tropenuniform.
Nach der Eingliederung in die k.u.k. Truppen wurde die Uniform um österreichische Elemente ergänzt. Die Soldaten trugen nun feldgraue Litewka, hechtgraue Hosen und österreichische Mannschaftskappen. Schwarz-weiß-rote Bandabzeichen, deutsche Reichskokarde und Koppelschloss verwiesen auf die Herkunft. Die Gewehre und Seitenwaffen wurden aus Gründen der Logistik gegen österreichische Bestände ausgetauscht. Die Offiziere trugen österreichische Rangabzeichen, die jedoch um die deutsche Kaiserkrone ergänzt wurden.
Das Detachement führte keine verliehene Truppenfahne, sondern nutzte die für diesen Fall vorgesehene Reichskriegsflagge. Ursprünglich handelte es sich um eine Bootsflagge der Breslau, die seit dem Abzug vom Balkan mit farbigen Fahnenbändern unterhalb der Flaggenspitze geschmückt war. Nach der Auflösung des Detachements wurde die Fahne dem II. Bataillon des Marineinfanterie-Regiments 3 verliehen. Mit A.K.O. vom 8. Juli 1915 wurde sie offizielle Regimentsfahne. In der Zwischenkriegszeit befand sich die Fahne im Berliner Museum für Meereskunde. Seit dem Zweiten Weltkrieg gilt sie als verschollen.

## Erster Weltkrieg und Auflösung

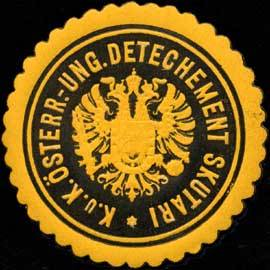
Siegelmarke K.u.k. österr.-ung. Detachement Skutari, dem sich das deutsche Detachement anschloss.

Der Beginn des Ersten Weltkrieges machte die britischen und französischen Verbände des Korps zu Gegnern der deutschen und k.u.k. Truppen. Konteradmiral Souchon erteilte dem Detachement am 1. August 1914 den Befehl, im engen Einvernehmen mit dem österreichischen Befehlshaber zu handeln. Da Wien sein Bataillon aus Skutari abzog, schloss sich das deutsche Detachement am 4. August an. Am 6. August ging es in San Giovanni di Medua an Bord des österreichischen Schiffes Sophie von Hohenberg und erreicht noch am selben Tag Castelnuovo bei Cattaro. Da der Schienenverkehr in der Doppelmonarchie aufgrund der Mobilmachung zunächst überlastet war, konnte kein Weitertransport nach Deutschland erfolgen. Daher trat das Detachement als 5. Kompanie zum 4. Bataillon des k.u.k. Infanterieregiment „Freiherr von Succovaty“ Nr. 87. In diesem Verband kämpfte die Kompanie als Teil der 6. Armee an der Drina gegen Serbien. Unter anderem nahm sie an der Erstürmung der Höhe 954 bei Višegrad teil. Dabei hatte die Kompanie drei Gefallene und 23 Verwundete zu beklagen. Anfang September 1914 reiste die Einheit heimwärts. Auf der Durchreise in Wien wurde es von Kaiser Franz Joseph I. und Bevölkerung als erste deutsche Formation in den Reihen der k.u.k. Truppen gefeiert. Am 7. September erfolgte schließlich die Auflösung. Die Mannschaften wurden mit dem aus dem III. Stamm-Seebataillon gebildeten VII. Seebataillon in das Marineinfanterie-Regiment 3 des Marinekorps Flandern eingegliedert. Es kam nachfolgend an der Westfront zum Einsatz.

## Bekannte Angehörige
- Georg Rau